# Siloca bulbosa
Siloca bulbosa là một loài nhện trong họ Salticidae.
Loài này thuộc chi Siloca. Siloca bulbosa được Albert Tullgren miêu tả năm 1905.